# Rostrinucula dependens
Rostrinucula dependens là một loài thực vật có hoa trong họ Hoa môi. Loài này được (Rehder) Kudô miêu tả khoa học đầu tiên năm 1929.

## Hình ảnh

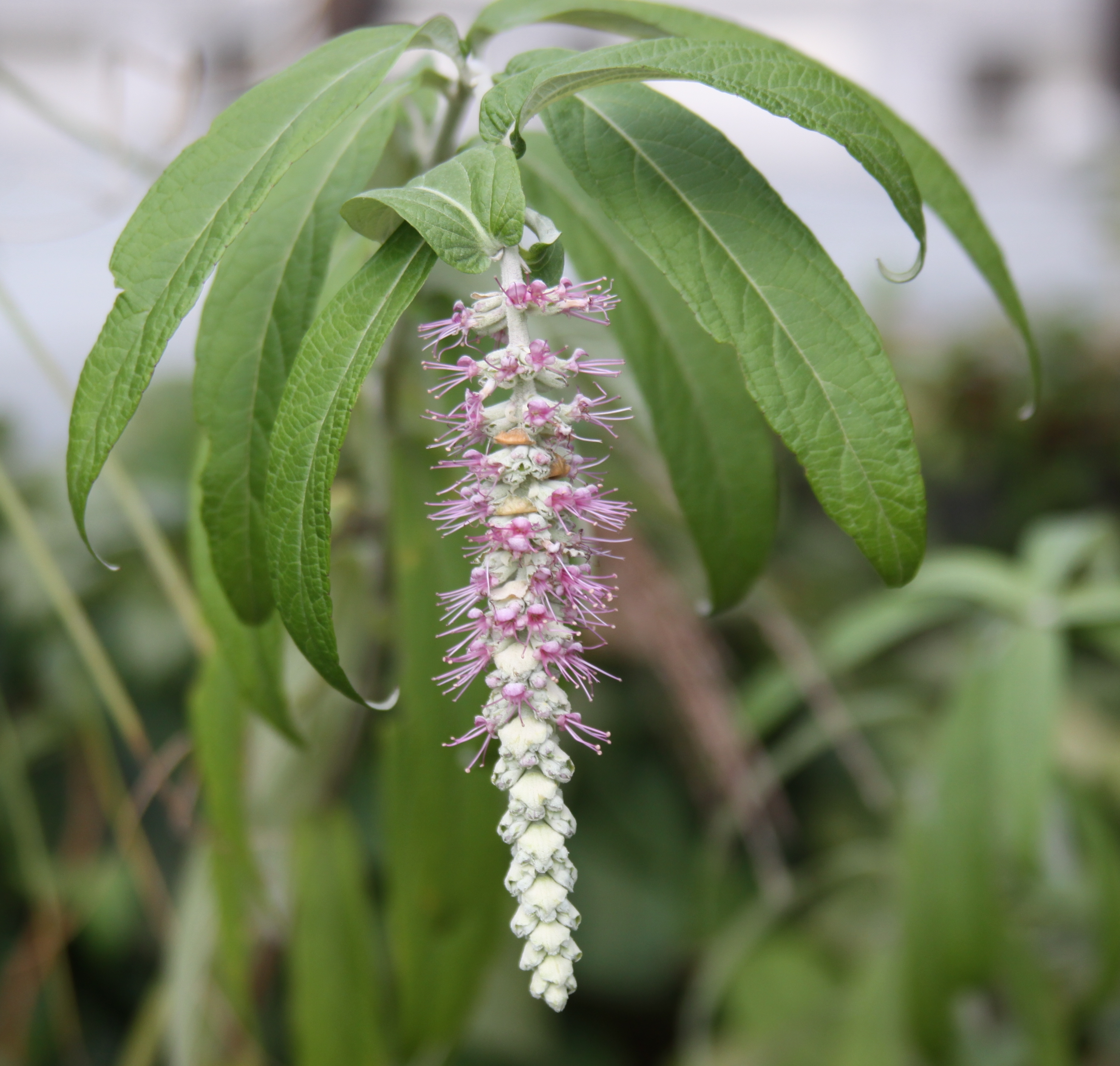